# Ivan Gašparovič
Ivan Gašparovič (Poltár, 27 maart 1941) is een Slowaaks politicus. Van 2004 tot 2014 was hij president van Slowakije.
Gašparovič werd geboren tijdens de Tweede Wereldoorlog, ten tijde van de Eerste Slowaakse Republiek. Zijn vader was een Kroatische immigrant, die aan het eind van de Eerste Wereldoorlog naar Slowakije was gekomen. 
Gašparovič studeerde rechten aan de Comenius Universiteit in Bratislava en werkte daar ook 22 jaar als docent criminologie. Na de Fluwelen Revolutie in 1989 werd hij door president Václav Havel benoemd tot officier van justitie. Eind 1992 schreef Gašparovič, in de aanloop naar de opdeling van Tsjechoslowakije, mee aan de nieuwe Slowaakse grondwet.
In 2004 won Gašparovič de Slowaakse presidentsverkiezingen, waarbij de vorige president Rudolf Schuster de tweede ronde niet haalde. Zijn inauguratie vond plaats op 15 juni 2004. In 2009 slaagde hij er vervolgens in herkozen te worden, iets wat nog geen andere Slowaakse president was gelukt. In de tweede ronde versloeg hij zijn tegenstander Iveta Radičová, die een jaar later echter wel de eerste vrouwelijke premier van Slowakije werd. Op woensdag 21 november 2012 bracht Gašparovič een staatsbezoek aan de Nederlandse minister-president Mark Rutte op het Binnenhof in Den Haag.
Na twee termijnen mocht Gašparovič zich bij de presidentsverkiezingen van 2014 niet opnieuw verkiesbaar stellen. De onafhankelijke Andrej Kiska won deze verkiezingen en nam op 15 juni 2014 het presidentschap over, waarmee Gašparovič op de dag af precies 10 jaar president is geweest. 